# Бородавчатый ибис
Борода́вчатый и́бис  (лат. Pseudibis papillosa) — птица из семейства ибисовых (Threskiornithidae), распространённая в пределах Индийского субконтинента. В отличие от прочих ибисов в этом регионе не очень привязан к водным объектам, часто может быть встречен вдали от воды.

## Описание
Крупная птица с тёмным оперением и большим вниз изогнутым клювом. Крылья и хвост чёрного цвета с синим отливом, тело тёмно-коричневое без отлива. На плечах хорошо заметное белое пятно. Голова без оперения, у взрослых птиц — с кожными выростами красного цвета на затылочной части. Радужка глаз оранжевая. Ноги и клюв серые, но в брачный сезон становятся красноватыми. Пальцы имеют перепонку в основании.
Издалека этот вид может быть спутан с каравайкой, но последние более шумны, привязаны к водоёмам и болотам и не имеют белого пятна на надкрыльях.

## Таксономия
Вид описан в 1824 году Конрадом Темминком, который отнёс его к роду Ibis. Позднее вид рассматривался как типовой для рода Inocotis, созданного Л. Райхенбахом в 1853 году. Однако позднее, на основании правила приоритета, его поместили в род Pseudibis , описанный .Х. Ходжсоном в 1844 году.
До 1970 года ибис Дэвисона (Pseudibis davisoni) рассматривался как подвид бородавчатого ибиса, но сейчас это самостоятельный вид.

## Образ жизни

### Места обитания и питание
Бородавчатый ибис обитает в равнинной части Индостана. Его можно встретить небольшими группами вблизи водоёмов и болот, но кормится он обычно на сухих местах, собирая беспозвоночных и мелких позвоночных животных, зерно и арахис на пожнивных полях. Также может питаться падалью и бытовыми отходами на свалках. В колониальные времена, плантаторы, выращивавшие индигоферу, считали этот вид полезным, поскольку ибисы уничтожают большое количество сверчков. 

### Размножение
Бородавчатый ибис гнездится изолированно или небольшими колониями (2-3 гнезда). Период размножения приходится на период с марта по октябрь, хотя конкретные сроки могут меняться. Во время образования пар самец издаёт трубные звуки с места выбранного для гнезда. Самки в этот период во время кормления выпрашивают корм у самцов.
Гнездо строят на деревьях (часто на фикусах — бенгальском и священном, иногда используют опоры линий электропередач) на высоте 6-12 м. В основании гнезда устраивают из палок платформу диаметром 35-60 см и глубиной 10-15 см. Гнездо выстилают соломой, добавляя свежий материал и во время насиживания.
Птицы спариваются на деревьях. Самка откладывает 2-4 голубовато-зелёных яйца, которые насиживают оба родителя. Птенцы вылупляются на 33 день.

## Природоохранный статус
На большей части ареала состояние популяций не вызывает опасений, хотя в Пакистане численность бородавчатого ибиса заметно упала в связи с охотой и утратой мест обитания.  